# Wojciech Mały
Wojciech Paweł Mały (ur. 5 stycznia 1946 w Inowrocławiu, zm. 20 grudnia 2021) – polski elektronik, profesor nauk technicznych, Profesor Carnegie-Mellon University w Pittsburghu w Stanach Zjednoczonych.

## Życiorys

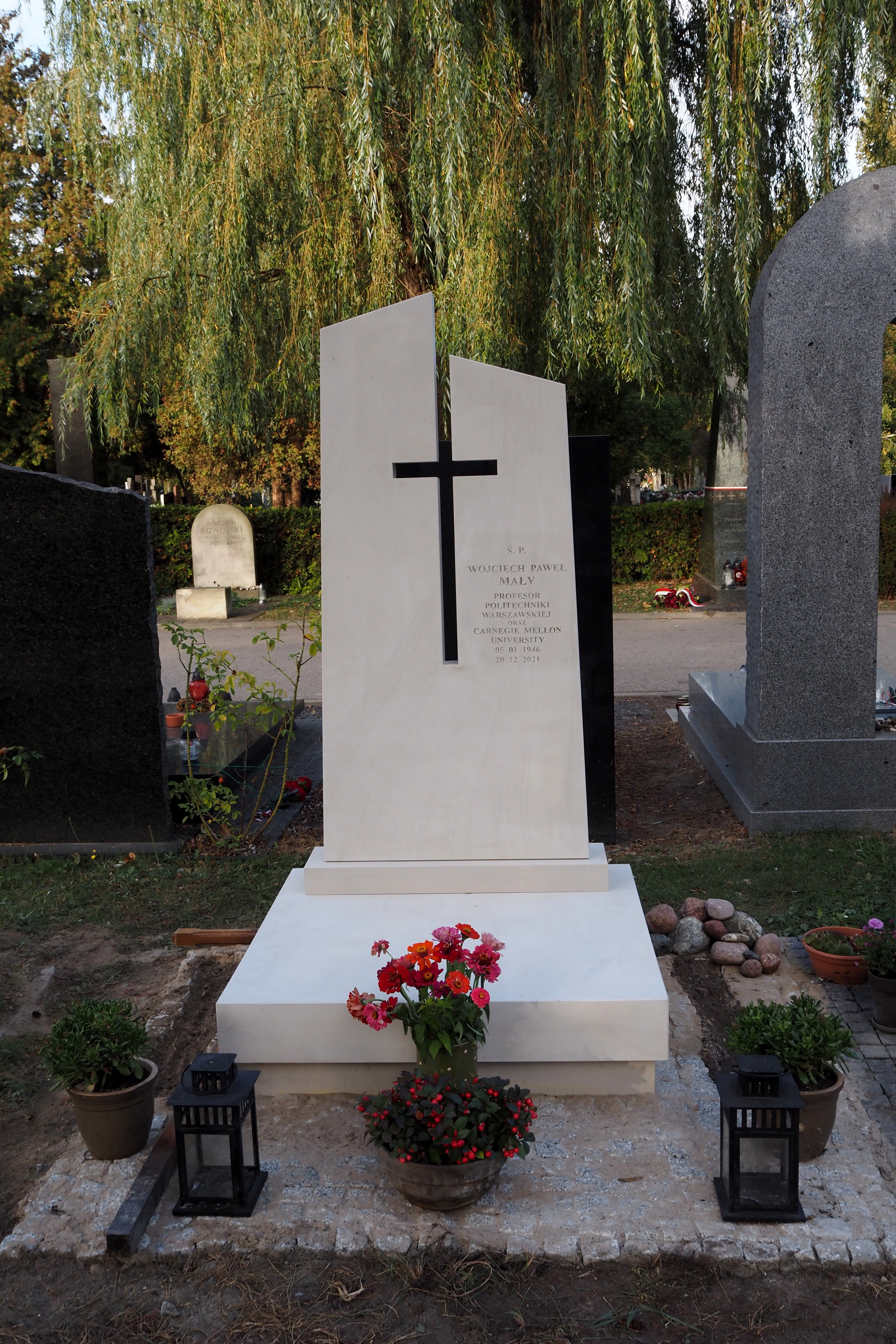
Grób prof. Wojciecha Małego na Cmentarzu Wojskowym na Powązkach w Warszawie

Studia magisterskie na Wydziale Elektroniki Politechniki Warszawskiej ukończył w 1970. Rozpoczął wówczas studia doktorskie w Instytucie Cybernetyki Stosowanej PAN, gdzie uzyskał doktorat w 1975 na podstawie pracy na temat sterowania procesem dyfuzji domieszek w produkcji układów scalonych, natomiast w 1973 objął stanowisko asystenta na macierzystym wydziale w Instytucie Technologii Elektronowej (dziś Instytut Mikroelektroniki i Optoelektroniki), które piastował do 1983. Od 1979 przez dwa lata akademickie pracował na stanowisku visiting assistant professor na Wydziale Electrical Engineering w Carnegie Mellon University w Pittsburghu. Po powrocie do Polski kontynuował pracę w Instytucie Technologii Elektronowej PW, gdzie od 1981 do 1983 kierował Zespołem Komputerowych Metod Projektowania. W 1983 wyjechał na stałe do Stanów Zjednoczonych i ponownie podjął pracę w Carnegie Mellon University. W 1990 objął tam stanowisko profesora, z kolei tytuł profesora w Polsce otrzymał w 1996. Był członkiem naukowego komitetu doradczego przedsiębiorstwa Cadence Design Systems, współpracował także z firmą PDF Solutions. Należał też do konsultantów przedsiębiorstw, takich jak General Motors (1983-1985), Fairchild Semiconductor (1985-1987), National Semiconductor (1988-1993), Philips (od 1988) czy Siemens (od 1992). Utrzymywał również współpracę z Instytutem Mikroelektroniki i Optoelektroniki Politechniki Warszawskiej. Członek Instytutu Inżynierów Elektryków i Elektroników.

## Działalność naukowa
Początkowo Wojciech Mały zajął się topografią układów scalonych, ich konstrukcją pod kątem termicznym oraz sposobami badania rozkładu temperatur. W 1976-1977 był stażystą w Naukowo-Produkcyjnym Centrum Półprzewodników. W tym okresie tematem jego badań stały się metody uwzględniania zaburzeń procesów produkcyjnych w procesie projektowania układów scalonych wielkiej skali integracji. Prace te kontynuował na Carnegie Mellon University. Skupił się także na analizie defektów i uszkodzeń strukturalnych układów scalonych oraz ich wpływie na topologię i działanie tych układów, a także na unikatowej konstrukcji układów scalonych VESTIC. Zajmował się również prądowym testowaniem układów, w szczególności jego wykorzystaniu w układach samotestujących się oraz w technologii CMOS.
Jest autorem i współautorem ponad 200 publikacji, w tym kilku pozycji książkowych. Należał do komitetów redakcyjnych czasopism „IEEE Transactions of Semiconductor Manufacturing” (1987-1991), „Journal of Electronic Testing. Theory and Application” (1989-1995) i „IEEE Transactions on Computer Aided Design”, publikował też prace w czasopismach takich jak „IEEE Design & Test of Computers”, „Electronics Letters” czy „Proceedings of the IEEE”.

## Życie prywatne
Był żonaty i miał córkę.